# Анн-Арбор
Анн-Арбор (англ. Ann Arbor) — місто (англ. city) в США, в окрузі Воштено штату Мічиган. Населення — 123 851 особа (2020). В Анн-Арбор розташована Детройтська обсерваторія і Художній музей Мічиганського університету.

## Географія
Анн-Арбор розташований за координатами 42°16′32″ пн. ш. 83°43′53″ зх. д. / 42.27556° пн. ш. 83.73139° зх. д. (42.275641, -83.731333). За даними Бюро перепису населення США в 2010 році місто мало площу 74,33 км², з яких 72,08 км² — суходіл та 2,25 км² — водойми.

### Клімат
| Клімат : Анн-Арбор      | Клімат : Анн-Арбор | Клімат : Анн-Арбор | Клімат : Анн-Арбор | Клімат : Анн-Арбор | Клімат : Анн-Арбор | Клімат : Анн-Арбор | Клімат : Анн-Арбор | Клімат : Анн-Арбор | Клімат : Анн-Арбор | Клімат : Анн-Арбор | Клімат : Анн-Арбор | Клімат : Анн-Арбор | Клімат : Анн-Арбор |
| Показник                | Січ.               | Лют.               | Бер.               | Квіт.              | Трав.              | Черв.              | Лип.               | Серп.              | Вер.               | Жовт.              | Лист.              | Груд.              | Рік                |
| Абсолютний максимум, °C | 22,2               | 19,4               | 29,4               | 31,1               | 35,0               | 39,4               | 40,6               | 40,0               | 37,2               | 32,8               | 25,6               | 19,4               | 40,6               |
| Середній максимум, °C   | −0,4               | 1,6                | 7,7                | 15,3               | 21,4               | 26,5               | 28,4               | 27,3               | 23,4               | 16,3               | 8,8                | 1,6                | 14,9               |
| Середня температура, °C | −4,1               | −2,4               | 2,6                | 9,4                | 15,3               | 20,5               | 22,6               | 21,8               | 17,7               | 11,2               | 4,8                | −1,7               | 9,8                |
| Середній мінімум, °C    | −7,8               | −6,7               | −2,7               | 3,3                | 9,0                | 14,4               | 16,7               | 16,1               | 11,9               | 5,8                | 0,6                | −5                 | 4,7                |
| Абсолютний мінімум, °C  | −30                | −30,6              | −22,2              | −13,9              | −6,7               | 1,7                | 2,8                | 3,9                | −2,8               | −7,2               | −17,2              | −28,9              | −30,6              |
| Норма опадів, мм        | 66                 | 61                 | 68                 | 83                 | 87                 | 93                 | 92                 | 94                 | 88                 | 72                 | 78                 | 73                 | 954                |
| Днів з опадами          | 17,1               | 13,8               | 14,1               | 13,4               | 13,6               | 11,9               | 11,4               | 11,1               | 10,7               | 12,4               | 13,8               | 16,8               | 160,1              |
| Днів зі снігом          | 14,7               | 11,4               | 7,6                | 2,5                | 0                  | 0                  | 0                  | 0                  | 0                  | 0,5                | 4,5                | 12,1               | 53,2               |
| ----------------------- | ------------------ | ------------------ | ------------------ | ------------------ | ------------------ | ------------------ | ------------------ | ------------------ | ------------------ | ------------------ | ------------------ | ------------------ | ------------------ |
| Джерело: NOAA           |                    |                    |                    |                    |                    |                    |                    |                    |                    |                    |                    |                    |                    |

## Демографія
Згідно з переписом 2010 року, у місті мешкали 113 934 особи в 47 060 домогосподарствах у складі 20 502 родин. Густота населення становила 1533 особи/км². Було 49789 помешкань (670/км²).
Расовий склад населення:
| - 73,0 % — білих - 14,4 % — азійців - 7,7 % — чорних або афроамериканців - 0,3 % — корінних американців - 1,0 % — осіб інших рас |

До двох чи більше рас належало 3,6 %. Частка іспаномовних становила 4,1 % від усіх жителів.
За віковим діапазоном населення розподілялося таким чином: 14,4 % — особи молодші 18 років, 76,3 % — особи у віці 18—64 років, 9,3 % — особи у віці 65 років та старші. Медіана віку мешканця становила 27,8 року. На 100 осіб жіночої статі у місті припадало 97,2 чоловіків; на 100 жінок у віці від 18 років та старших — 96,3 чоловіків також старших 18 років.
Середній дохід на одне домашнє господарство становив 81 142 долари США (медіана — 55 990), а середній дохід на одну сім'ю — 118 891 долар (медіана — 96 157). Медіана доходів становила 61 458 доларів для чоловіків та 51 339 доларів для жінок. За межею бідності перебувало 23,4 % осіб, у тому числі 13,6 % дітей у віці до 18 років та 7,0 % осіб у віці 65 років та старших.
Цивільне працевлаштоване населення становило 58 345 осіб. Основні галузі зайнятості: освіта, охорона здоров'я та соціальна допомога — 49,0 %, науковці, спеціалісти, менеджери — 11,8 %, мистецтво, розваги та відпочинок — 10,5 %.

## Відомі люди
- Кеннет Ніл Волтц (1924—2013) — американський політолог.
- Остін Вотсон — американський хокеїст.
- Алісон Ґреґорка — (англ. Alison Gregorka, 29 червня 1985) — американська ватерполістка, олімпійська медалістка.
- Браян Шац — (* 1972) — американський політик.

## Цікавий факт
1947 року в Анн-Арбор помер російський військовий діяч, один із лідерів Білого руху Денікін Антон Іванович.